# Ara różowooka
Ara różowooka (Ara rubrogenys) – gatunek dużego ptaka z rodziny papugowatych (Psittacidae), podrodziny papug neotropikalnych (Arinae). Występuje endemicznie w centralnej Boliwii. Krytycznie zagrożony wyginięciem.

## Taksonomia
Po raz pierwszy gatunek opisał Frédéric de Lafresnaye w 1847. Nowemu gatunkowi nadał nazwę Ara rubro-genys. Nazwa Ara rubrogenys jest obecnie akceptowana przez Międzynarodowy Komitet Ornitologiczny. Ara różowooka to gatunek monotypowy.

## Morfologia
Długość ciała wynosi 55–60 cm, masa ciała 450–650 g. Większość upierzenia oliwkowozielona. Czoło i pokrywy uszne pomarańczowoczerwone, podobnie jak brzeg skrzydeł, pokrywy podskrzydłowe. Lotki I rzędu jasnoniebieskie. Skóra wokół oka ma barwę jasnoróżową. Dziób czarny.

## Zasięg występowania
Ary różowookie zamieszkują centralną Boliwię: południowy departament Cochabamba, zachodni Santa Cruz, północny Chuquisaca i północno-wschodni Potosí.

## Ekologia i zachowanie
Środowiskiem życia ar różowookich pierwotnie były suche lasy, które wskutek ludzkiej aktywności zostały zdegradowane do zarośli kolczastych krzewów i kaktusów. Obecnie zasiedlają subtropikalne, kserofityczne lasy z licznymi kaktusami i porozrzucanymi drzewami. Odnotowywane były na wysokości od 1100 m n.p.m. do 2700 m n.p.m., lokalnie do 3000 m n.p.m. Gniazdują i odpoczywają na stromych zboczach brzegów rzek, niewiele ptaków gniazduje w palmach. Ary różowookie żyją w niewielkich stadach. Żywią się owocami i nasionami, nierzadko żerują na plantacjach orzeszków ziemnych i uprawach kukurydzy.

### Lęgi
Sezon lęgowy trwa od października do marca. Okres składania jaj przypada na luty i marzec. Zniesienie liczy 1–3 jaja. Samica wysiaduje je sama przez 26 dni.

## Status
IUCN uznaje arę różowooką za gatunek krytycznie zagrożony wyginięciem (CR, Critically Endangered; stan w 2021). W latach 1994–2018 był przyznany status gatunku zagrożonego (EN, Endangered). Liczebność populacji w 2017 szacowano na 134–272 dorosłe osobniki. Zagrożeniem dla tych ptaków jest niszczenie ich środowiska poprzez przekształcanie go w pastwiska oraz wycinkę drzew na rozpałkę i do produkcji węgla drzewnego. Potencjalnym zagrożeniem są również pestycydy używane na obszarach upraw, gdzie ary te żerują głównie poza sezonem rozrodczym. Bywają również odławiane do niewoli.
Ara różowooka jest wymieniona w Załączniku I konwencji waszyngtońskiej (CITES).